# Galeruca popenoei
Galeruca popenoei is een keversoort uit de familie bladkevers (Chrysomelidae). De wetenschappelijke naam van de soort werd in 1945 gepubliceerd door Blake.